# Karabin Våpensmia NM149S
NM149S – norweski karabin wyborowy produkowany przez firmę Våpensmia A/S. Od 1988 roku znajduje się na uzbrojeniu norweskiej armii.
Karabin NM149S jest bronią powtarzalną, z zamkiem czterotaktowym wzorowanym na zamku karabinu Mauser M1898. Jest wyposażony łoże i kolbę drewniane. Kolba ma regulowaną długość (podkładkami montowanymi pomiędzy kolbą a trzewikiem kolby). NM149S jest wyposażony w celownik optyczny Schmidt-Bender 6x42, może być także wyposażona w noktowizor pasywny Simrad KN250 montowany na celowniku optycznym. NM149S może być wyposażony w dwójnóg i tłumik dźwięku.